# Fivelandia Story
Fivelandia Story è una raccolta digitale della cantante Cristina D'Avena pubblicata nel 2015.

## L'album
Il contenuto di quest'opera è ricchissimo e si compone di ben 100 brani, di cui 24 pubblicati per la prima volta anche in versione digitale, estratti dai 22 volumi della storica collana discografica "Fivelandia" nata nel 1983. All'interno si ritrovano sigle storiche del repertorio dell'artista bolognese che sono evergreen senza tempo come Occhi di gatto, Kiss Me Licia, Rossana, David gnomo amico mio - solo per ricordarne alcune - ma soprattutto brani riproposti poche volte negli anni, come, ad esempio Sabato al circo, Super Mario, Hello Sandybell, Questa allegra gioventù.
Lo stesso criterio di selezione dei brani era stato utilizzato per la maxi-raccolta Cristina D'Avena e i tuoi amici in TV Collection, pubblicata pochi mesi prima. In quel caso, però, i brani furono estratti dalla collana discografica "I tuoi amici in TV".

## Distribuzione e vendite
La compilation è stata pubblicata esclusivamente in formato digital download il 30 giugno 2015 su tutti i principali stores digitali e piattaforme streaming di musica. La raccolta è arrivata a toccare la posizione numero 39 nella classifica generale dei dischi più venduti su iTunes.

## Tracklist
I titoli affiancati dall'asterisco (*) sono i 24 brani pubblicati per la prima volta in digital download. Ogni titolo rimanda alla pagina Wikipedia del primo album della collana "Fivelandia" in cui il pezzo è stato pubblicato. Da sottolineare per la prima volta la presenza del brano Lupin, l'incorreggibile Lupin, cantato da Vincenzo Draghi (volume 3; traccia 20), che nel corso degli anni non è mai stato pubblicato in nessuno dei 22 volumi "Fivelandia", ma soltanto nei volumi 2, 7, 9 e 17 de "I tuoi amici in TV" e in altre svariate compilation.

### Volume 1
1. Mila e Shiro due cuori nella pallavolo
2. Sabato al circo (*)
3. Papà Gambalunga
4. Brividi e polvere con Pelleossa
5. Evelyn e la magia di un sogno d'amore
6. Le avventure di Teddy Ruxpin (*)
7. È un po' magia per Terry e Maggie
8. Il mistero della pietra azzurra
9. Forza campioni
10. Piccolo Lord
11. Sailor Moon la luna splende
12. Siamo quelli di Beverly Hills
13. Roswell Conspiracies
14. Kiss Me Licia
15. Un'avventura fantastica
16. Le magiche ballerine volanti
17. Mille luci nel bosco (*)
18. Viaggiamo con Benjamin
19. I fantastici viaggi di Fiorellino (*)
20. Holly e Benji due fuoriclasse

### Volume 2
1. Occhi di gatto
2. Pesca la tua carta Sakura
3. Niente paura, c'è Alfred! (*)
4. Luna principessa argentata
5. Un complotto tra le onde del mare
6. Sandy dai mille colori
7. Principe Valiant
8. Gli amici Cercafamiglia
9. Diventeremo famose
10. Mortadello e Polpetta: la coppia che scoppia
11. Canzone dei Puffi
12. Hamtaro Ham Ham Friends
13. Palla al centro per Rudy
14. Ciao io sono Michael (*)
15. Bum Bum (*)
16. Robin Hood
17. Notizie da prima pagina
18. Grande piccolo Magoo (*)
19. A tutto goal
20. Tartarughe Ninja alla riscossa (*)

### Volume 3
1. Dolce Candy (*)
2. L'isola del tesoro
3. Principessa dai capelli blu
4. Al circo al circo (*)
5. Widget: un alieno per amico
6. L'incantevole Creamy
7. Com'è grande l'America
8. Rossana
9. Jenny Jenny (*)
10. Alla scoperta di Babbo Natale
11. Sailor Moon e il mistero dei sogni (*)
12. Evviva Palm Town
13. Ciao Sabrina
14. Spicchi di cielo tra baffi di fumo
15. Jem
16. Scodinzola la vita e abbaia l'avventura con Oliver
17. Neteb, la principessa del Nilo
18. Cristoforo Colombo
19. Mille emozioni tra le pagine del destino per Marie Yvonne
20. Lupin, l'incorreggibile Lupin [mai pubblicato all'interno della collana "Fivelandia"]

### Volume 4
1. Magica magica Emi
2. Prendi il mondo e vai
3. 80 sogni per viaggiare
4. Una porta socchiusa ai confini del sole
5. Arrivano gli Snorky (*)
6. Col vento in poppa verso l'avventura
7. L'isola della piccola Flo (*)
8. Belfagor
9. Una per tutte, tutte per una
10. Pollyanna
11. I puffi sanno
12. Stilly e lo specchio magico
13. Super Mario (*)
14. Mary e il giardino dei misteri
15. Conte Dacula
16. I segreti dell'isola misteriosa
17. Bonjour Marianne (*)
18. Simba: è nato un re
19. Teodoro e l'invenzione che non va (*)
20. Quando è in onda Bim Bum Bam (*)

### Volume 5
1. Vola mio mini Pony
2. Amici Puffi
3. Il laboratorio di Dexter (*)
4. Un oceano di avventure (*)
5. Il grande sogno di Maya
6. Batman
7. Questa allegra gioventù (*)
8. Mille note in allegria con la Mozart Band
9. Le voci della Savana
10. Hello Sandybell (*)
11. Ti voglio bene Denver
12. Tutti in scena con Melody
13. Noi Snorky incontrerai
14. Fancy Lala
15. Mimì e la nazionale di pallavolo
16. Juny peperina inventatutto
17. Kolby e i suoi piccoli amici (*)
18. Dolceluna
19. David gnomo amico mio
20. Per me, per te, per noi Ciao Ciao (*)